# 철인사천왕
"철인사천왕"(鐵人四天王, 영어: The Steel Force)은 한국에서 제작된 김현석 감독의 1998년 애니메이션 영화이다. 김승준 등이 주연으로 출연하였고 김혁 등이 제작에 참여하였는데 시나리오에 결함이 많았던 점, 매력적이지 못했던 영상미  등 여러가지 이유 탓인지 완전히 흥행 실패했다.
이런 충격 탓인지 극장판 상영 후 1999년 10월 SBS에서 26부작으로 제작될 예정이었으나  흥행 실패로 좌절됐다.

## 성우
- 건: 강수진
- 루이: 안지환
- 스파이크: 김승준
- 쟝: 김일
- 연수: 최덕희
- 나미: 정미숙
- 유박사: 이정구
- 정비팀장: 김정호
- 부관: 황윤걸
- R: 김병관
- 아나운서: 구자형
- 국방장관, 오퍼레이터A: 안종덕
- 오퍼레이터B: 문선희
- 김수중(언급되지 않음)
- 김혜미(언급되지 않음)

## 스태프
- 제작: 주식회사 B29엔터프라이즈
- 공동 제작: (주)SBS, 한국소프트웨어진흥원
- 제작 투자: 주식회사 모두인터내셔널, 주식회사 비트컴퓨터
- 기획·시나리오·총감독: 김혁
- 감독: 김강덕, 김현석, 박승현
- 각색·책임 프로듀서: 김성욱
- 프로듀서: 이상복, 정재호
- 미술 감독: 이경식
- 콘티: 김남준, 신계범
- 캐릭터 디자인: 김경석, 김상엽, 이정민, 이향락, 윤재섭, 조철희, 최승준, 한태호
- 메카닉 캐릭터 애니메이션: 정문규, 김원식, 김유신, 송원철, 이경아, 이명진, 이은성, 임영주, 한재승, 황상진
- 인물 캐릭터 애니메이션: 김두열, 유구한, 김기학, 김은주, 정현경, 조기철, 홍정석
- 배경·아트윅: 신경영, 이지영, 정도현, 정새별, 조철희
- 애니메이션 원화 지원: 곽영진
- 편집: 박승현, 최재근, 엄진화
- Illusion 지원: 넥스트 시스템 김상호, 조용균, 이정훈
- 음향 감독: 이정희
- 음악 감독: 정수연
- 음악·음향: 송수덕, 김주연, 나상인, 이상희, 박인화
- 스튜디오 코디네이터: 임동춘
- 더빙 연출·제작 지원: SBS 영화팀 김재영, 신봉철
- 녹음 스튜디오: 한국소프트웨어진흥원, PGM 커뮤니케이션
- 믹싱 스튜디오: PGM 커뮤니케이션
- 사운드 필름 제작: 영화진흥공사 김용훈
- 필름 현상·프린트: 할리우드 필름 랩
- 기술 자문: 부산대학교 전자공힉과 김재호
- 경영 관리: 강부환
- 경영 지도: 강창록, 박선강
- 기획실: 임지문, 황수진
- 행정지원: 이은주
- 필름 출력·HDVS·현상: IMAGICA Mac Masakazu Akiyama, Noriyuki Mibuchi, Zyunnitirou Aki, Daizaburou Matzumoto, Tomayasu Inagaki
- 홍보: 날개달린 영화 강혁출, 정선주, 편두숙, 김원국
- 광고·홍보물 제작: 서우커뮤니케이션 정희정, 이일구, 민석곤, 박소영, 김진백, 정현찬
- 광고 진행: 데이브 엔터데인먼트 주종휘, 정진기, 김지원
- 배급: 무비온무비 인터내셔널 김대현, 조광식, 이귀용
- 자막: 서울무비
- 제작 지원: 한국소프트웨어진흥원 정선용, 최명순, 허훈, 유정현, 차효미, 조안나, 이광호, 정의경
- Special Thanks: 손봉경, 오양순, 안재숙, 송은아, 강준규, 김수경
- 소프트웨어 지원: 오토데스크코리아, 캐드캠프
- 하드웨어 지원: 삼보컴퓨터
- 제작 협찬: 서울은행, (주)삼보컴퓨터, (주)한국멘토, 오토데스크코리아, (주)캐드캠프, 롯데백화점, (주)롯데리아, 바이맨, 전재랜드21, 휘닉스랜드, (주)마이크로, (주)신한화구, 지경사, 아그파코리아, 공문교육연구원, 넥스트시스템, 프로네트텔레컴, LG인터넷
- 철인사천왕 THE STEEL FORCE (C) B29ENTERPRISE 1999
- '철인사천왕 THE STEEL FORCE' IS (A) TRADE MARK OF B29ENTERPRISE Co., Ltd.

## Vocal
- '너의 존재'
  - 작사: 정수연
  - 작곡: 정수연
  - 편곡: 정수연
  - 노래: 허명진, 홍성수
- '내게 힘이 되줘'
  - 작사: 정현선
  - 작곡: 홍성수
  - 편곡: 김준범
  - 노래: 정현선
- '꿈을 향해'
  - 작사: 정현선
  - 작곡: 홍성수
  - 편곡: 김준범
  - 노래: 홍성수
- '너를 향한 마음'
  - 작사: 정현선
  - 작곡: 홍성수
  - 편곡: 김준범
  - 노래: 홍성수, 신윤미
- '열린 세상'
  - 작사: 정현선
  - 작곡: 홍성수
  - 편곡: 김준범
  - 노래: 김병호